# ジェー・シー・オー
株式会社ジェー・シー・オー（JCO Co.,Ltd.）は、茨城県那珂郡東海村にある原子力関連企業。ウラン廃棄物の保管などの業務を行っている。かつては原子力発電用の核燃料製造における中間工程も行っており、1999年に東海村JCO臨界事故を起こした。

## 概要
1979年、住友金属鉱山が全額出資して設立した株式会社である。かつては原子力発電用の核燃料製造における中間工程を請負い、独自技術の溶媒抽出法にて六フッ化ウランを二酸化ウランへ転換加工する事業を行っていた。
1999年に原子力事故である東海村JCO臨界事故を引き起こし、「加工事業許可の取消し」の行政処分を受ける。2003年にウラン再転換事業の再開を断念し、低レベル放射性廃棄物の保管管理や施設の維持管理へと事業規模を縮小した。2015年度より事故を起こしたウランの転換・精製設備の撤去が開始された。
2023年現在、ドラム缶換算で約1万本程度のウラン廃棄物を施設内で保管しており、2016年度からは一部のウラン付着率が高い残渣や金属類はウラン回収資源として海外へ輸出している。東海村JCO臨界事故の被害者の補償問題への対応も行っており、年1回地域住民を対象とした事業内容説明会や施設見学会が実施されている。

## 会社の歴史
- 1979年 前身の日本核燃料コンバージョン（Japan nuclear fuel Conversion Office）を設立。
- 1980年 住友金属鉱山が行っていたウラン再転換事業を承継。
- 1983年 東海工場第二加工施設棟が完成。
- 1998年 株式会社ジェー・シー・オー（JCO）に社名を変更。
- 1999年 東海村JCO臨界事故が発生。
- 2003年 ウラン再転換事業を廃止。